# Félix Golindano
Félix Armando Golindano Pereira (16 de noviembre de 1969, Caracas, Venezuela) es un exfutbolista venezolano. Formó parte de la plantilla de Venezuela en las Copas América de 1993 y 1995.

## Equipos
- Trujillanos 1992-1995
- Happy Valley AA 1995-1996
- Estudiantes de Mérida 1997-1999
- 12 de Octubre 1999
- Olimpia 1999-2001
- Caracas FC 2002-2004
- Mineros de Guayana 2009